# Cantongqi
Le Cāntóngqì (參同契) ou Zhōuyì cāntóngqì (周易參同契) (142?) attribué à Wei Boyang (魏伯陽) est le premier ouvrage connu sur la théorie alchimique chinoise. Il a fait l’objet de nombreux commentaires particulièrement à partir des Tang et inspiré Zhang Boduan, l’un des fondateurs du courant neidan, qui voyait en lui le principal ouvrage d’alchimie. Son titre est généralement compris comme « correspondance des trois » : Yijing, taoïsme et contrôle du four alchimique.
Un exemplaire daté de 1381 du Cantongqi commenté par Yu Yan (俞琰) (seconde moitié du XIIIe siècle) est le plus ancien parvenu au XXIe siècle. La plus ancienne version intégrale est celle commentée par Peng Xiao (彭曉 Xe siècle) contenue dans le Canon des Ming.

## L’auteur
Wei Boyang n’a pas laissé de trace dans les documents officiels. La première mention de son ouvrage se trouve dans les écrits de Ge Hong (IVe siècle) qui fait une brève présentation de lui dans Biographies des immortels (神仙傳) : de classe sociale élevée et originaire de Wu, il est l’auteur du "Cantongqi et du Wuxianglei (五相類), ouvrages alchimiques écrits dans un langage symbolique inspiré du Livre des mutations. Au début du Xe siècle, Peng Xiao (彭曉) précise dans la préface de son commentaire du Cantongqi que Wei Boyang est originaire de Shangyu (上虞), région de Kuaiji ou Guieji (會稽) dans l’actuel Jiangsu ou Zhejiang. Il prétend qu’il se serait appuyé sur le Livre du Tigre et du Dragon (龍虎經), interprété à l’aide du Yijing. Il aurait transmis son ouvrage à un dénommé Xu (徐) originaire de Qingzhou, puis sous Huandi (147-167) à son compatriote Chunyu Shutong (淳于叔通). La datation proposée pour l'ouvrage et le lieu d'origine de l'auteur s'appuient sur les mentions de ce fonctionnaire dans le Zhengao de Tao Hongjing et le complément du Livre des Han postérieurs. Au XIIe siècle, Hui Cao (曾慥) écrit dans le Daoshu (道樞) que Wei Boyang a pour nom d'origine Wei Ao (魏翱) et pour surnom Yunyazi (雲牙子).
Selon Joseph Needham, son nom serait dissimulé dans un cryptogramme dans le dernier paragraphe de l’épilogue.

## Le texte
Mentionné pour la première fois par l’alchimiste Ge Hong (IVe siècle), l’ouvrage n’apparaît dans les catalogues officiels qu’au Xe siècle. Le texte d’environ six mille caractères, introduit par le Chant du tripode (dingqige 鼎器歌), est divisé en trois parties et constitué de vers de quatre ou cinq syllabes intercallés de passages en prose ou en style Lisao. Le langage, qui fait grand usage du vocabulaire du Yijing (y compris son interprétation à l’aide du yin-yang et des cinq éléments) et du taoïsme (philosophie, gymnastique et pratiques sexuelles), est métaphorique et quelque peu obscur. Il évoque par son style le commentaire du Livre des mutations de Jing Fang (京房 -77~-37) et les qianwei (讖緯), écrits au sens caché populaires sous les Han. Selon Ge Hong, les lettrés non initiés le prenaient pour un développement du Yijing, ignorant son sens profond alchimique, reconnu par les commentateurs successifs. Des divergences d’interprétation subsistent néanmoins : au XIIe siècle, Zhu Xi qui le commenta rapporte que le Cantongqi peut être considéré comme un traité d’alchimie externe, un traité d’alchimie interne, un livre de pratiques sexuelles, ou les trois à la fois.
L’interprétation qui en est le plus souvent retenue rattache l’alchimie à la cosmologie.
Les hexagrammes qian-kun (乾坤), « ciel-terre » représentent le fourneau d’alchimiste, tandis que kan-li (坎離), « eau-feu », représentent les ingrédients, selon une tradition différente de celle du Livre de la cour jaune (黃庭內景經), un autre ouvrage alchimiste important de la même période où le four est dans le corps.
Les transformations alchimiques y sont présentées comme fondamentalement naturelles et conformes au fonctionnement de l’univers, et donc comme la seule voie authentique vers l’immortalité, écartant d’autres pratiques considérées comme des magies hétérodoxes.
Les hexagrammes y représentent différents moments de la journée et leurs séries les variations de température du fourneau, des métaphores empruntées au Yijing ou à des pratiques taoïstes représentent les diverses opérations,. Dans l’optique de l’alchimie externe, les ingrédients évoqués sont le mercure et le plomb.